# Aimé Césaire (metrostation)
Aimé Césaire is een station aan lijn 12 van de metro van Parijs. Het station ligt niet binnen de gemeente Parijs, maar op het grondgebied van de naastgelegen gemeente Aubervilliers. Het station gelegen op het traject tussen de stations Front populaire en Mairie d'Aubervilliers is geopend op 31 mei 2022.
Met de naam van het station wordt de in 2008 overleden Frans-Martinikaanse dichter Aimé Césaire geëerd. De werknaam van het metrostation voor tot dit eerbetoon werd besloten was Pont de Stains, naar de nabijgelegen brug over het Canal Saint-Denis.

## Het station
Het station heeft een oppervlakte van ongeveer 1.300 m2, over drie ondergrondse niveaus. Er zijn vier toegangen, een naar het noorden en drie naar het zuiden, waaronder een met een lift. Aimé Césaire is in Parijs een standaard metrostation met twee zijperrons van elkaar gescheiden door de metrosporen, op een diepte van 29 meter onder het maaiveld.
Mairie d'Aubervilliers · Aimé Césaire · Front Populaire · Porte de la Chapelle · Marx Dormoy · Marcadet - Poissonniers · Jules Joffrin · Lamarck - Caulaincourt · Abbesses (metrostation) · Pigalle · Saint-Georges · Notre-Dame-de-Lorette · Trinité - d'Estienne d'Orves · Saint-Lazare · Madeleine · Concorde · Assemblée nationale · Solférino · Rue du Bac · Sèvres - Babylone · Rennes · Notre-Dame-des-Champs · Montparnasse - Bienvenüe · Falguière · Pasteur · Volontaires · Vaugirard · Convention · Porte de Versailles · Corentin Celton · Mairie d'Issy